# Acide domoïque
L’acide domoïque est une phycotoxine qui cause l’empoisonnement amnésique aux fruits de mer (amnesic shellfish poisoning), un type d'intoxication alimentaire. C'est un acide aminé qu'on trouve en association avec certains épisodes d'efflorescence algale.
Un composé étroitement apparenté, l’acide kaïnique, est également présent dans l’algue rouge, Digenea simplex.

## Occurrence
En 1958, l'acide domoïque fut isolé de l'algue rouge appelée "doumoi" ou "hanayanagi" (Chondria armata) au Japon. Le "doumoi" est utilisé en tant qu'anti-helmintique à Tokunoshima dans la préfecture de Kagoshima. L'acide domoïque est également produit par les diatomées du genre Pseudo-nitzschia,,. 
Depuis, l'acide domoïque a également été retrouvé dans la diatomée commune, Nitzschia pungens, ainsi que dans Amphora coffeiformis et Pseudonitzschia australis. Cette production est susceptible d'être commercialement intéressante.

## Toxicologie
Cet acide peut s'accumuler dans les organismes marins qui se nourrissent de phytoplancton, tels que les fruits de mer, anchois, et sardines. Chez les mammifères, homme inclus, l'acide domoïque est un agoniste du glutamate excitateur qui agit comme une neurotoxine, affectant la mémoire à court terme, provoquant des dommages cérébraux, et la mort dans les cas les plus sévères. Les efflorescences algales sont associées avec le phénomène d'ASP. Des efforts de recherches considérables ont été menés récemment par le Centre des mammifères marins (Californie) et d'autres centres de recherches sur l'association entre les marées rouges et l'acide domoïque et les dommages cérébraux résultants chez les mammifères marins de l'océan Pacifique.
Dans le cerveau, l'acide domoïque endommage notamment l'hippocampe et le noyau amygdaloïde. Il endommage les neurones en activant les récepteurs à l'AMPA et au kaïnate, causant un afflux d'ions calcium. Bien que le flux calcique intracellulaire soit un évènement normal, toute augmentation incontrôlée du taux de calcium mène à la dégénérescence cellulaire.